# Vườn quốc gia Lakefield

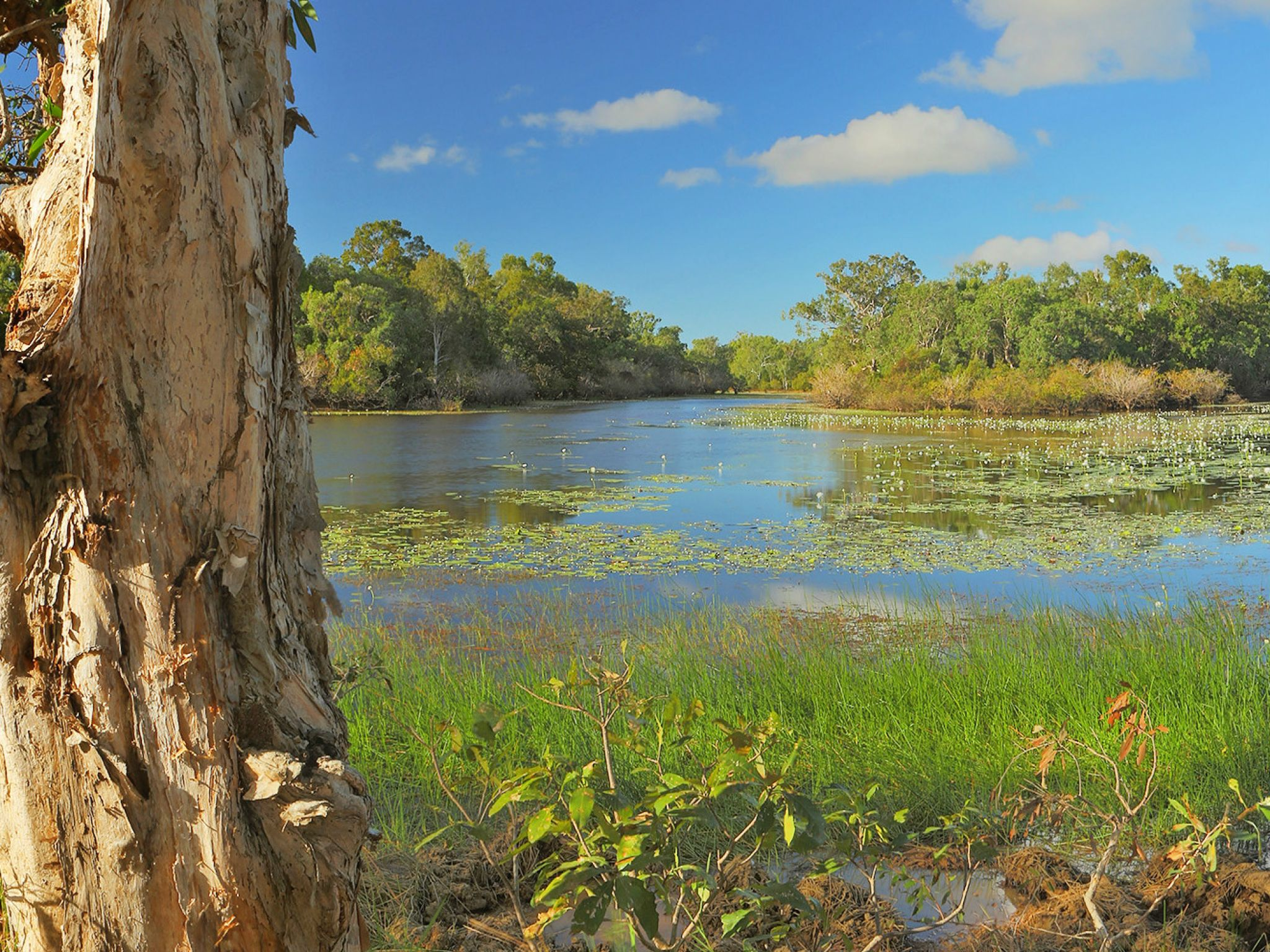
Vườn quốc gia Lakefield ở Úc

Vườn quốc gia Lakefield là một vườn quốc gia ở Queensland, Úc.
Vườn quốc gia nằm ở Lakefield, Shire of Cook, Queensland, Australia, cách Brisbane 1.707 km về phía tây bắc và 340 cây số về phía tây bắc của Cairns trên Bán đảo Cape York. Tại 5.370 km2 (2073 sq dặm.) Làm cho nó lớn hơn (Trinidad and Tobago và gần như lớn như Brunei) Lakefield là vườn quốc gia lớn thứ hai ở Queensland và một nơi phổ biến cho câu cá và cắm trại.
Công viên trải dài từ Vịnh Princess Charlotte ở phía bắc tới thị trấn Laura. Nó bao gồm 537.000 ha đất, bao gồm các phần của sông Normanby, sông Morehead và sông Bắc Kennedy, cũng như hồ, đầm và đầm lầy. Có hơn 100 đầm lầy ven sông vĩnh viễn trong vườn quốc gia này.